# Consorzio di bonifica Liri-Garigliano
Il Consorzio di bonifica Liri-Garigliano è un consorzio di bonifica con sede ad Avezzano (AQ) che si occupa della gestione delle acque del bacino idrografico dei fiumi Liri e Garigliano. Istituito con legge regionale n. 36 del 7 giugno 1996, gestisce altresì la tutela del suolo e dell'ambiente, il livello minimo delle acque e la valorizzazione agricola nel territorio del Fucino, al centro della Marsica, e in alcune aree limitrofe dell'Abruzzo.

## Storia

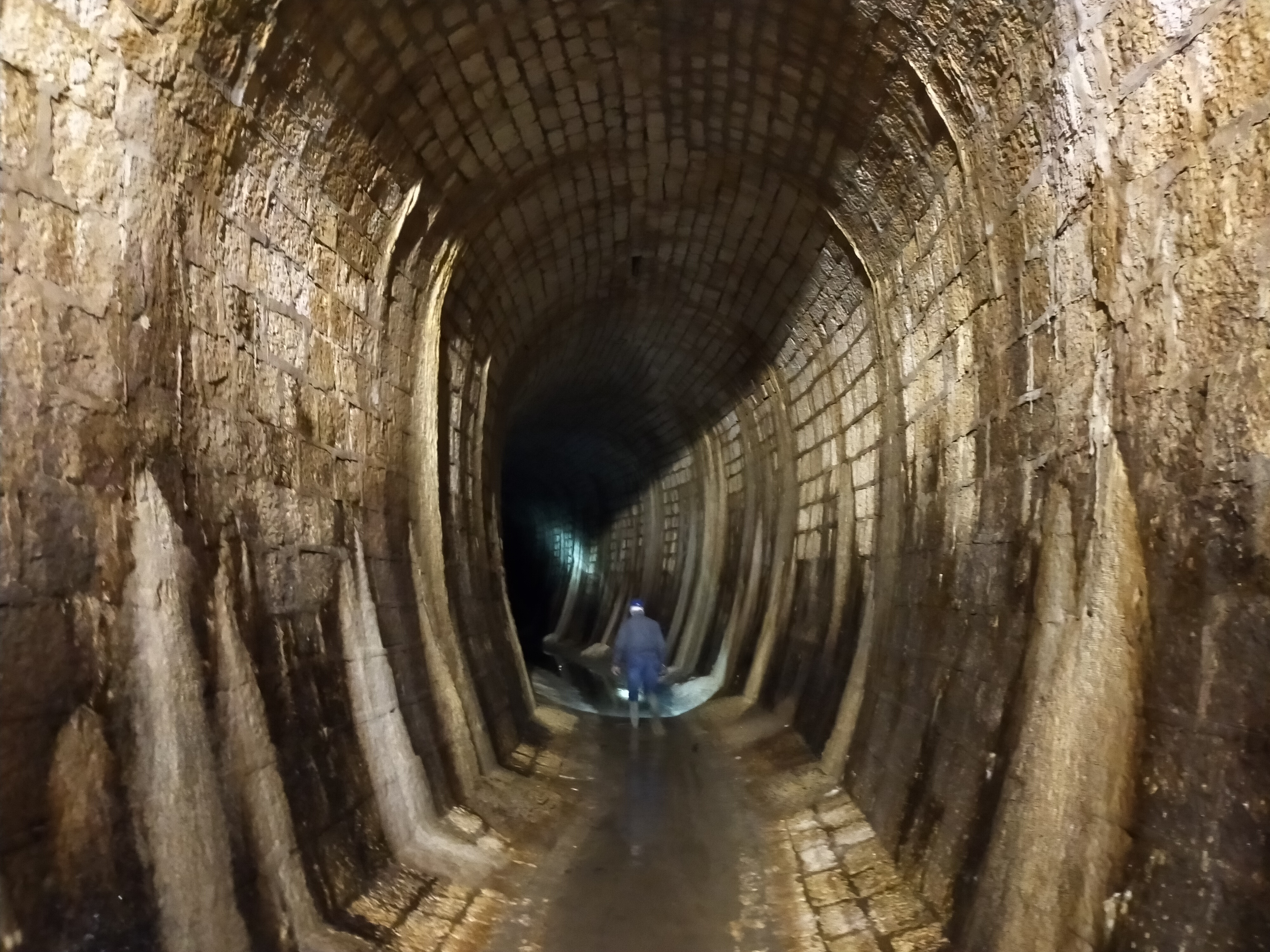
Veduta dell'emissario sotterraneo del Fucino dall'imbocco dell'Incile

Il prosciugamento del bacino lacustre del Fucino, terzo lago d'Italia per estensione dopo il Garda e il Maggiore, fu ideato in epoca romana sotto Giulio Cesare e concretizzato per volontà dell'imperatore Claudio nel 52 d.C., tramite la realizzazione dell'Incile e dei canali connessi, dell'emissario ipogeo e del sistema degli sfiatatoi e dei pozzi dei cunicoli di Claudio, opere che permisero di far defluire gran parte delle acque del lago nel ventre del monte Salviano e, dallo sbocco della galleria sotto l'abitato di Capistrello in località Pisciacotta, nel fiume Liri. Il corso d'acqua che attraversa l'omonima valle, dopo essere confluito nel fiume Gari formando nei pressi di Cassino il Garigliano, sfocia nel mar Tirreno.
Con la caduta dell'Impero romano, in assenza di manutenzione, nonché a causa degli effetti di gravi terremoti avvenuti nel periodo compreso tra la seconda metà del IV secolo e l'anno 508 d.C., la galleria si ostruì causando il riallagamento del bacino lacustre del Fucino. Nella seconda metà del XIX secolo il banchiere Alessandro Torlonia riuscì ad ottenere il totale prosciugamento del lago fucense attraverso il riutilizzo e l'ampliamento delle primarie opere romane e la realizzazione di nuove opere idrauliche come l'abbassamento della quota all'imbocco e allo sbocco dell'emissario ipogeo, l'ampliamento della sezione e della pendenza in galleria e la realizzazione di ulteriori pozzi e sfiatatoi. Il primo ottobre del 1878 il lago fu dichiarato ufficialmente prosciugato. Seguirono opere di bonifica del territorio e furono realizzate diverse infrastrutture come il reticolo delle strade, le abitazioni e le fattorie.
Il disastroso terremoto della Marsica del 1915 non causò evidenti danni al sistema di drenaggio del bacino del Fucino, tuttavia nel 1920 si decise il rifacimento completo di alcuni tratti di galleria, mediante tecniche più evolute rispetto al secolo precedente. In seguito alla riforma agraria, varata pochi mesi dopo l'eccidio di Celano, con la legge n. 841 del 21 ottobre 1950 (nota anche come legge Stralcio) avvenne a cominciare dall'anno successivo l'espropriazione dei terreni ai danni dei Torlonia in favore degli agricoltori diretti che dopo anni di lotte contadine diventarono proprietari di oltre 14 000 ettari di terreni coltivabili, potendo sviluppare la cooperazione e migliorare le proprie condizioni socio-economiche. Nel contempo la gestione delle opere di bonifica fu affidata il 28 febbraio 1951 al neocostituito Ente per la colonizzazione della Maremma Tosco-Laziale e del territorio del Fucino, da cui si separò nel 1954 l'Ente per la valorizzazione del Fucino, noto semplicemente come Ente Fucino; fu altresì avviato l'adeguamento delle opere idrauliche ottocentesche con il fine di limitare i frequenti allagamenti dei terreni situati nei settori bassi della piana fucense. Tra le principali opere ci fu la suddivisione del territorio in tre zone altimetriche, la realizzazione di due nuovi canali collettori, dell'impianto idrovoro oltre all'ampliamento dei fossi e soprattutto al consolidamento delle sponde del canale collettore centrale. Successivamente la manutenzione della canalizzazione principale della bonifica fu assegnata all'Ente regionale per lo sviluppo agricolo (E.R.S.A.) a cui fece seguito l'Agenzia regionale per i servizi di sviluppo agricolo (A.R.S.S.A.) con sede nella villa Torlonia di Avezzano. Il 10 marzo 1983 venne invece istituito con la legge regionale n. 11 il Consorzio di bonifica del Fucino che si occupò di gestire le opere idrauliche e stradali. In seguito alla riforma dei consorzi di bonifica della Regione Abruzzo subentrò il Consorzio di Bonifica Ovest. Bacino Liri - Garigliano, istituito con la legge regionale n. 36 del 7 giugno 1996.

## Territorio
Il consorzio opera su un territorio esteso per oltre 148 000 ettari ricadente in buona parte nel bacino idrografico del Liri, nella provincia dell'Aquila in Abruzzo. Il territorio comprende 36 comuni:
- Aielli
- Avezzano
- Balsorano
- Bisegna
- Canistro
- Capistrello
- Cappadocia
- Carsoli
- Castellafiume
- Celano
- Cerchio
- Civita d'Antino
- Civitella Roveto
- Cocullo
- Collarmele
- Collelongo
- Gioia dei Marsi
- Lecce nei Marsi
- Luco dei Marsi
- Magliano de' Marsi
- Massa d'Albe
- Morino
- Oricola
- Ortona dei Marsi
- Ortucchio
- Pereto
- Pescina
- Rocca di Botte
- San Benedetto dei Marsi
- Sante Marie
- San Vincenzo Valle Roveto
- Scurcola Marsicana
- Tagliacozzo
- Trasacco
- Villalago
- Villavallelonga